# Musado
El musado es un arte marcial moderna que es dividida en dos ramas: el musado tradicional, destinado para civiles y el Musado MCS (Military Combat System), destinado para el ejército y la policía. El término musado (del idioma coreano) significa "guerrero de Corea". Sin embargo, el musado es un arte marcial alemán, basado en los artes coreanos.
El centro internacional del musado está localizado en Dortmund.

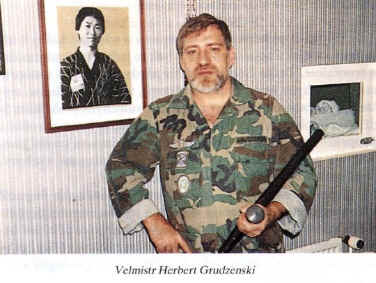
Herbert Grudzenski - El gran maestro y fundador del arte marcial musado

El gran maestro del musado es Herbert Grudzenski de la Alemania, los instructores principales para la República Checa son Oldřich Šelenberk y Antonín Sokol.

## Musado Tradicional
El musado tradicional deriva de artes marciales coreanos tradicionales.
El inicio del musado data de 1968.

## Niveles técnicos en el musado tradicional
El musado tradicional tiene 6 nivels (1.-6. kup) de estudiantes que son marcados por color (ver el cuadro). De manera diferente de la mayoría de las artes marciales, el principiante no tiene un cinturón desde el inicio, sólo al término del curso, que dura de 2 a 4 meses - mediante aprobación en pruebas.
| grado  | color    | cinturón |
| 6. kup | blanco   |          |
| 5. kup | naranjo  |          |
| 4. kup | amarillo |          |
| 3. kup | verde    |          |
| 2. kup | azul     |          |
| 1. kup | marrón   |          |
| 1. dan | negro    |          |

Los cinturones suben hasta noveno dan.Dan está escrito sobre el cinturón con numeración romana teniendo caracteres dorados. En la República Checa, la persona con el más alto grado es Antonín Sokol (4. "dan").

## Código de honor de los practicantes de musado
El código de honor es una versión moderna del código de ancianas coreanas unidades Hwarang.

### Juramento
- Lealtad a su propio país
- Lealtad a la enseñanza y a los instructores, con respecto a los parientes
- Confianza entre los amigos
- Coraje enfrentando un enemigo
- Nunca matar sin causa

### Principios morales y éticos
Tras prestar juramento, el estudiante debe adherir en estos principios morales y éticos (kyohun; términos coreanos):
- in - humanidad
- sí - justicia
- ye - cortesía
- ji - sabiduría
- shin - confianza
- sum - bondad
- duk - virtud
- chung - lealtad
- yong - coraje

## Musado Military Combat System
El Musado MCS es un sistema militar de autodefensa y de combate cuerpo a cuerpo, designado especialmente para ejercicio del ejército, de la policía y de las otras fuerzas de seguridad.
El musado también es utilizado en ejercicios de las fuerzas especiales, por ejemplo de las unidades de guerra aérea, de las brigadas de reacción rápida y de las brigadas de la ONU.
En el ejército de la República Checa este sistema fue introducido en 1993. 
Musado MCS no tiene ningunas reglas precisamente dadas. Sin embargo, con su vasta extensión esto proporciona más de 4000 técnicas y capacidades que con buena maestría devuelvan capaz al guerrero de parar un asalto.